# Coop Trading
Coop Trading A/S ist die Einkaufsgemeinschaft für die größten genossenschaftlichen Einzelhandelsunternehmen in Dänemark, Finnland, Norwegen und Schweden. Die Firma mit Sitz in Taastrup, Dänemark kauft Lebensmittel und "Nearfood"-Produkte zentral ein. Coop Trading sichert den Einkauf von Markenprodukten für die Genossenschaftsketten, entwickelt eigene Coop-Handelsmarken und kümmert sich um deren Produkte. Das Unternehmen gehört zu gleichen Teilen Coop Sweden, Coop Denmark, Coop Norge und SOK Finland.
Coops Eigenmarkenprodukte werden hauptsächlich unter den Marken Xtra, Coop, Rainbow und Änglamark vertrieben. Die Produkte von Coop Trading werden in mehr als 4500 Geschäften an rund 13 Millionen Verbraucher verkauft. Das Sortiment umfasst mehr als 5000 Artikel. Coop Trading kümmert sich auch um die Beschaffung von Obst und Gemüse sowie indirekte Waren und Dienstleistungen wie Tragetaschen, Einkaufswagen, Registrierkassen, Rücknahmeautomaten sowie LKWs und Hebezeuge.

## Partner
- Finnland SOK, Suomen Osuuskauppojen Keskuskunta (Der Zentrale Finnische Genossenschaftsbund), auch bekannt als S-Gruppe, wurde 1904 gegründet und ist ein Zusammenschluss von 20 regionalen Genossenschaften in ganz Finnland. Neben Einkaufsmärkten werden auch Restaurants und Hotels betrieben.
- Dänemark Coop amba aus Dänemärk gehört 1,7 Millionen Genossen und besitzt auch Coop Bank und Coop Invest. Coop amba betreibt die Ketten Kvickly, Brugsen, SuperBrugsen, Dagli'Brugsen, LokalBrugsen, Fakta und Irma Supermärkte.
- Schweden KF, Kooperativa Förbundet ist der Schwedische Zusammenschluss der Konsumgenossenschaften als Dachorganisation von ca. 60 Konsumvereinigungen mit zusammen etwa 2,9 Millionen Mitglieder haben.
- Norwegen Coop Norge SA ist der Dachverband der norwegischen Konsumgenossenschaften. Ihm gehören 117 lokale Genossenschaften mit mehr als 1,7 Millionen Mitgliedern an[3].